# Cephaloleia bipartita
Cephaloleia bipartita es un coleóptero de la familia Chrysomelidae.
Fue descrita científicamente en 1926 por Pic.